# Dakota (stacja metra)
Dakota – stacja podziemna Mass Rapid Transit (MRT) na Circle Line w Singapurze.